# Uveitis

Uveitis mit Eiteransammlung im unteren Teil der Vorderkammer des Auges (Hypopyon) sichtbar als gelblicher Flüssigkeitsspiegel

Eine Uveitis ist eine Entzündung der Augenhaut (Uvea), die aus der Aderhaut (Choroidea), dem Strahlenkörper (Corpus ciliare) und der Regenbogenhaut (Iris) besteht. Der Glaskörper kann auch beteiligt sein. Ist das Corpus ciliare betroffen, spricht man von einer Entzündung des Ziliarkörpers, bei einem Befall der Aderhaut von einer Aderhautentzündung oder Choroiditis.

## Klassifikation
Es gibt verschiedene Krankheitsbilder, die eine Uveitis hervorrufen können. Eine Möglichkeit zur Differenzierung sieht die Ursache vordergründig: infektiös (bakteriell oder viral) oder nichtinfektiös. Eine andere Art der Einteilung richtet sich nach dem anatomischen Ort der Entzündung, also nach einem oder mehreren der drei Bereiche der Uvea. Diese Einteilung nach Lokalisation des Entzündungsschwerpunktes wird auch als SUN-Klassifikation (Standardization of uveitis nomenclature) bezeichnet.
1. die Uveitis anterior ist eine Entzündung des vorderen Bereichs der Uvea, vor allem der Iris und des Ziliarmuskels. Sind nur Zellen in der Augenvorderkammer, spricht man von einer Iritis oder Regenbogenhautentzündung. Treten diese hauptsächlich im vorderen Teil des Ziliarkörpers auf, wird dies als anteriore Zyklitis bezeichnet; wenn beide Abschnitte betroffen sind, liegt eine Iridozyklitis vor.[2] Begleitend können hier ein Makulaödem und ein Ödem der Sehnervenpapille auftreten. Sind die Entzündungszellen eher knotig angeordnet, spricht man von einer „granulomatösen“ Entzündung. Die anteriore Uveitis ist am weitesten verbreitete Form, es sind etwa 58 bis 90 % aller Patientenbetroffen.
2. die Uveitis intermedia betrifft den mittleren Teil der Uvea. Man findet hier die höchste Dichte freier Entzündungszellen im Glaskörper (Glaskörperentzündung, Vitritis oder Hyalitis). Es können aber auch wenige Zellen in der Vorderkammer vorhanden sein. Eine Sonderform der intermediären Uveitis ist die Pars planitis, bei der man entzündliche Ablagerungen (Schneeverwehungen, englisch: snowbank) besonders am unteren Übergangsbereich zwischen Netzhaut und Ziliarkörper findet. Ballen sich die Entzündungszellen im unteren Glaskörperraum zusammen, spricht man von Wattebällen oder Schneebällen (englisch: snowballs). Begleitend können hierbei eine Periphlebitis retinae (Gefäßentzündung von Netzhautvenen, Vaskulitis), ein Makulaödem und ein Papillenödem auftreten. Bei der intermediären Uveitis sind etwa 20 % aller Patienten betroffen.[2]
3. die Uveitis posterior (7 bis 15 % der Patienten) umfasst Veränderungen (Infiltration mit Entzündungszellen) an der Netzhaut und Aderhaut oder beider Strukturen. Man spricht dann je nach Befall von Retinitis, Chorioiditis und Chorioretinitis bzw. Retinochorioiditis.
4. eine Panuveitis liegt vor, wenn mindestens zwei Bereiche gleichwertig vom Entzündungsprozess betroffen sind, wenngleich keine schwere Entzündung vorliegen muss. Diese Form wird bei etwa 7 bis 15 % aller Uveitis-Patienten beobachtet.[2]

Außerdem kann man bei der Einteilung der Uveitis nach Erklärungsmodellen vorgehen. Hierbei werden folgende Formen unterschieden:
1. die primäre Uveitis ist, von der anatomischen Zuordnung (s. o.) abgesehen, nicht weiter erklärbar (ca. 40 % der Patienten). Man nannte diese Form früher auch endogen oder idiopathisch
2. die sekundäre Uveitis (ca. 60 % der Patienten), die sich weiter unterteilt in assoziiert mit Systemerkrankung, Infektion und okuläres Syndrom

Von beiden Formen muss man die Masquerade-Formen (Pseudo-Uveitis) abgrenzen. Diese sehen im ersten Moment nur so aus; bei weiterer Diagnostik stellt man jedoch fest, dass es sich hierbei z. B. um Tumoren im Auge (z. B. okulozerebrales Lymphom) handelt. Die vermeintlichen Entzündungszellen sind hierbei Tumorzellen. Andere Pseudo-Uveitiden sind u. a. die Retinitis pigmentosa und das Pigmentdispersionssyndrom.

## Vorkommen
Global wird die Prävalenz aller Uveiten auf 38–714 Fälle pro 100.000 geschätzt, die Inzidenz liegt zwischen 17 und 52 pro 100.000 Einwohnern pro Jahr. In Deutschland sind etwa 400.000 Menschen an einer Uveitis erkrankt, vorwiegend im Alter zwischen 20 und 50 Jahren.

## Symptome
Diese Unterscheidung spiegelt sich im Schweregrad der Erkrankung wider.
Die Entzündung hinterer Aderhautanteile (Posteriore Uveitis/Panuveitis) führt häufiger zu einer dauerhaften Herabsetzung der Sehschärfe (akut: Wolkensehen, Verschwommensehen) als eine anteriore Uveitis, bei der die Augenrötung im Vordergrund steht.
Ferner treten Symptome wie Schmerzen, Lichtempfindlichkeit, ein verstärkter Tränenfluss und Fremdkörpergefühle auf. Generell gilt: Je weiter vorne und außen die Entzündung anatomisch im Auge lokalisiert ist, desto mehr Beschwerden bereitet sie dem Patienten. Die typischen Symptome einer Uveitis anterior sind rote Augen, Schmerzen und Lichtempfindlichkeit. Die Symptome einer Uveitis intermedia sind hingegen Schleier- und Punktesehen bei einem äußerlich weißen Auge. Die Beschwerden einer Uveitis posterior können für den Patienten entweder minimal sein (die Infiltrate liegen außerhalb der Stelle des schärfsten Sehens) oder sich als sich nicht bewegende Wolke vor der Stelle des schärfsten Sehens äußern.
Die Erkrankung kann -muss aber nicht- beidseitig auftreten und kann von Laien mit einer Bindehautentzündung verwechselt werden.
Bestimmte Uveitiden bei Kindern mit einer Rheumatischen Erkrankung können ohne die typischen Uveitissymptome ablaufen und so unbemerkt bleiben. Kinder mit rheumatischen Erkrankungen sollten daher unverzüglich nach der Diagnosestellung des Rheumas einem Augenarzt vorgestellt werden.

## Sekundäre Formen
Im Gegensatz zu den primären Uveitis-Formen, zeichnen sich die sekundären Formen meist durch typische Befundkonstellationen aus. Oft kann die Diagnose nach Durchführung bestimmter Laboruntersuchungen oder bei Vorhandensein bestimmter Allgemeinsymptome gesichert werden. Die Behandlung der Uveitis erfolgt in jedem Fall zunächst symptomorientiert. Nach Diagnosesicherung erfolgen dann, soweit möglich, spezifische, der Ursache entsprechende Therapieverfahren.
Verschiedene Uveitisformen werden durch spezifische Erreger ausgelöst:
- Viren
  - Herpes Zoster (Varizella-Zoster-Virus)
  - Cytomegalievirus-Retinitis
  - Progressive äußere Retinale Nekrose (Varizella-Zoster-Virus unter AIDS)
  - Akute Retinale Nekrose (Herpes-simplex-Virus-1 und 2, Varizella-Zoster-Virus)
  - Kongenitale Röteln (Rötelnvirus)
  - Lymphozytäre Choriomeningitis
- Parasiten
  - Toxoplasmose
  - Toxocariasis
  - Choriodale Pneumozystose
- Pilze
  - Histoplasmose
  - Candidiasis
  - Kryptokokken-Chorioiditis
- Bakterien
  - Tuberkulose
  - Lepra
  - Syphilis
  - Borreliose
  - Yersinien
  - Mondblindheit der Pferde

Die Regenbogenhautentzündung nach einer Infektion mit solchen Keimen ist dabei häufig keine direkte Augeninfektion. Deshalb findet man bei Abstrichuntersuchungen am Auge auch keine Erreger.
Die Iritis ist oft eine immunologische Antwort auf die Auseinandersetzung des Körpers mit diesen Keimen, die sich an einer anderen Stelle des Körpers befinden. Oft machen sie dort keine Symptome. Die eigentliche Infektion geht der Iritis außerdem mit einem zeitlichen Abstand voraus.
Eine Uveitis kann mit bestimmten Erkrankungen assoziiert sein. Diese bekannten Assoziationen sagen jedoch zunächst nichts über die spezifische Ursache der Uveitis aus. Oft werden Autoimmunologische Vorgänge als Ursache angenommen.
- Spondyloarthritiden
  - Spondylitis ankylosans (Morbus Bechterew)
  - Reaktive Arthritis
  - Arthritis psoriatica (Psoriasis-Arthritis)
- Juvenile idiopathische Arthritis
- Entzündliche Darmerkrankungen
  - Colitis ulcerosa
  - Morbus Crohn
  - Morbus Whipple
- Nierenerkrankungen
  - Tubulointerstitielle Nephritis
  - IgA-Glomerulonephritis
- Nicht infektiöse Multisystemerkrankungen
  - Sarkoidose (Morbus Boeck)
  - Morbus Behçet
  - Vogt-Koyanagi-Harada-Syndrom

Weiterhin existieren bestimmte, klinisch klar abgegrenzte Uveitis-Krankheitsbilder ohne Systemische Assoziationen auch Spezifische Uveitiden genannt:
- Fuchs'sches Uveitissyndrom
- (idiopathische) Uveitis intermedia
- Juvenile Chronische Iridozyklitis
- Akute Uveitis anterior des Erwachsenen (HLA-B27-positive akute anteriore Uveitis aber auch HLA-B27-negativ)

Die (idiopathischen) Syndrome mit multifokalen weißen Flecken (englisch:White-Dot-Syndroms) werden ebenfalls den Uveitiden hinzugerechnet:
- Akute multifokale posteriore plakoide Pigmentepithelopathie (AMPPE)
- Serpingiöse Choroidopathie
- Birdshot-Chorioretinopathie
- Punktförmige innere Choroidopathie
- Multifokale Choroiditis mit Panuveitis
- Multiple-evanescent-white-dot-Syndrom
- Akute retinale Pigmentepitheliitis
- MEWDS

## Rheumatische Erkrankung
Eine Regenbogenhautentzündung ist eine typische Begleiterkrankung entzündlicher Wirbelsäulenerkrankungen. Entzündungen von Gelenken (Arthritis), Sehnenscheiden (Tendovaginitis) und vor allem von Sehnenansätzen (Enthesiopathie) kommen sehr häufig vor. Typisch ist auch ein Fersenschmerz sowie eine Achillessehnenentzündung, für die es keine Erklärung z. B. durch eine Verletzung oder eine Überlastung oder Überanstrengung gibt.
Die Regenbogenhautentzündung bei entzündlichen Wirbelsäulenerkrankungen ist akut, tritt plötzlich auf, geht mit einer starken Rötung des Auges, Schmerzen und einer sehr starken Sehminderung einher.

## Therapie
Die Behandlung einer Uveitis erfolgt in Abhängigkeit von der Schwere und dem Verlauf. Oft kommt man mit cortisonhaltigen Augensalben, ggf. in Kombination mit cortisonfreien Entzündungshemmern in Form von Augensalben oder -tropfen aus.
Damit als mögliche bleibende Folge der Entzündung keine Verklebungen zwischen Iris und Linse auftreten und die Sehfunktion nicht dauerhaft beeinträchtigt wird, gibt man zusätzlich Tropfen, die die Pupille erweitern (Mydriatikum). Bei schweren Regenbogenhautentzündungen wird eine Injektion von Cortison unter die Bindehaut und/oder die Gabe von Cortisontabletten notwendig, damit das Auge nicht dauerhaft an Sehkraft verliert, zum Teil sind hohe Cortisondosen notwendig. Bei wiederholten Schüben wird eine dauerhafte Therapie mit niedrigdosierten Kortikosteroiden oder/und eine systemische Immunsuppression (z. B. Methotrexat, Cyclosporin A, Mycophenolat-Mofetil etc.) empfohlen.
Das einzige zugelassene Biologikum zur Behandlung einer nichtinfektiöser Uveitis (Uveitis intermedia, Uveitis posterior und Panuveitis) ist Adalimumab, was insbesondere bei unzureichendem Ansprechen auf Corticosteroide bzw. einer Unverträglichkeit gegenüber Corticosteroiden angewendet werden kann. Dieser auch als bDMARD bezeichnete TNF-α-Inhibitor sollte zudem nur in begründeten Fällen vor klassischen Immunsuppressiva eingesetzt werden. Off-Label kann auf Infliximab, Tocilizumab, Rituximab sowie Interferon α oder β ausgewichen werden. Möglicherweise kann Etanercept das Risiko einer medikamenteninduzierten Uveitis erhöhen.
Zur Behandlung einer rezidivierender, nichtinfektiöser intermediärer, posteriorer und Panuveitis ist seit 2019 ein Implantat fürs Auge zugelassen, das kontinuierlich 0,19 mg FAc (Fluocinolonacetonid) in einer täglichen Dosis von 0,2 µg freisetzt.
Bei einer zugrundeliegenden bakteriellen Infektion erfolgt eine gezielte antibiotische Therapie. Diese muss ausreichend hoch dosiert werden und lange genug durchgeführt werden, da sonst die Erreger nicht vollständig abgetötet werden und es später zu Rückfällen kommt. Die Auswahl der Antibiotika richtet sich nach dem zugrundeliegenden Keim. Bei Infektionen durch Viren (z. B. Herpesvirales) kommen Virostatika zum Einsatz.

### Leitlinien
- S2k-Leitlinie Diagnostik und antientzündliche Therapie der Uveitis bei juveniler idiopathischer Arthritis der Deutschen Ophthalmologischen Gesellschaft (DOG). In: AWMF online (Stand 2021)
- S1-Leitlinie Nicht-infektiöse anteriore Uveitis der Deutschen Ophthalmologischen Gesellschaft. In: AWMF online (Stand 2023)
- S1-Leitlinie Virale anteriore Uveitis der Deutschen Ophthalmologischen Gesellschaft. In: AWMF online (Stand 2022)
- S2k-Leitlinie Diagnostik und antientzündliche Therapie der Uveitis bei juveniler idiopathischer Arthritis der Deutschen Ophthalmologischen Gesellschaft. In: AWMF online (Stand 2021)
- Uveitis intermedia (PDF; 0,6 MB), Berufsverband der Augenärzte Deutschlands (BVA)/DOG; Stand 2020
- Nichtinfektiöse Uveitis posterior (PDF; 0,4 MB), BVA/DOG; Stand 2017

### Fachliteratur
- Kurzanleitung Systematische Anamnese bei Uveitis (PDF; 0,2 MB);  BVA/DOG; Stand 2025
- Kurzanleitung Diagnostisches Vorgehen bei Uveitis (PDF; 0,2 MB);  BVA/DOG; Stand 2025
- Uwe Pleyer: Update Therapieoptionen bei nicht infektiöser Uveitis (PDF; 0,4 MB); CME-Verlag 2021
- Marianne Abele-Horn: Antimikrobielle Therapie. Entscheidungshilfen zur Behandlung und Prophylaxe von Infektionskrankheiten. Unter Mitarbeit von Werner Heinz, Hartwig Klinker, Johann Schurz und August Stich. 2., überarbeitete und erweiterte Auflage. Peter Wiehl, Marburg 2009, ISBN 978-3-927219-14-4, S. 115 (Uveitis).
- Manfred Zierhut: Intraocular Inflamation. Unter Mitarbeit von Carlos Pavesio, Shigeaki Ohno, Fernando Oréfice und Narsing A. Rao. Springer, 2016, ISBN 978-3-540-75385-8.